# St. Joseph (Tennessee)
St. Joseph es una ciudad ubicada en el condado de Lawrence en el estado estadounidense de Tennessee. En el Censo de 2010 tenía una población de 782 habitantes y una densidad poblacional de 85,9 personas por km².

## Geografía
St. Joseph se encuentra ubicada en las coordenadas 35°1′57″N 87°30′6″O / 35.03250, -87.50167. Según la Oficina del Censo de los Estados Unidos, St. Joseph tiene una superficie total de 9.1 km², de la cual 9.1 km² corresponden a tierra firme y (0%) 0 km² es agua.

## Demografía
Según el censo de 2010, había 782 personas residiendo en St. Joseph. La densidad de población era de 85,9 hab./km². De los 782 habitantes, St. Joseph estaba compuesto por el 97.7% blancos, el 0.38% eran afroamericanos, el 0.64% eran amerindios, el 0.26% eran asiáticos, el 0% eran isleños del Pacífico, el 0.13% eran de otras razas y el 0.9% pertenecían a dos o más razas. Del total de la población el 1.92% eran hispanos o latinos de cualquier raza.